# ترمجان
التَرْمَجان (الاسم العلمي: Lagopus) (بالإنجليزية: Ptarmigan)‏  هو جنس صغير من الطيور يتبع الفصيلة التدرجية من رتبة الدجاجيات. يشمل هذا الجنس على ثلاثة أنواع تشمل العديد من السلالات، وجميعها تعيش في التندرا أو المناطق المرتفعة الباردة.

## أنواع الترمجان
- ترمجان الصفصاف
- ترمجان الصخر
- ترمجان أبيض الذيل